# Kebun Beler
Kebun Beler is een bestuurslaag in het regentschap Bengkulu van de provincie Bengkulu, Indonesië. Kebun Beler telt 3767 inwoners (volkstelling 2010).